# コウノコウジ
コウノ コウジ（1974年 - ）は、日本の漫画家。島根県出雲市出身。2001年に第43回ちばてつや賞ヤング部門を受賞した『中学生日記』が『別冊ヤングマガジン』に掲載されデビュー。2019年より『週刊漫画ゴラク』（日本文芸社）にてリチャード・ウーの原作による『警部補ダイマジン』を連載している。

## 来歴

### デビューまで
1974年、島根県出雲市にて誕生。
2000年、高野貢司名義で『週刊ヤングマガジン』主催の第42回ちばてつや賞ヤング部門にて、『観測史上最高気温を記録したある夏の風景』が優秀新人賞を受賞。同年、こうのこうじ名義で第43回ちばてつや賞ヤング部門にて『中学生日記』が優秀新人賞を受賞。2001年、『別冊ヤングマガジン』15号に同作が掲載されてデビューを果たす。

### 連載開始
2002年、『別冊ヤングマガジン』28号よりボウリングを題材とした漫画『カラコカコ〜ン』の連載を開始。同作が初の連載となる。2003年4月、『ヤングマガジン増刊 スポ僧』No.2掲載の「100M 純愛パンク爆走伝」より「コウノコウジ」名義で作品を発表。以後、同名義で活動を行う。同年8月、『週刊ヤングマガジン』38号より木内一雅の原作による野球漫画『アウト・ロー』の連載を開始。同作で「人気を博す」。
2009年、『週刊ヤングマガジン』6・7合併号よりプロレスを題材とした『肉の唄』の連載を開始。同作のファーストシリーズの終了後、『別冊ヤングマガジン』に移籍して、同年8月10日発売の35号よりセカンドステージとして連載。2010年、同誌が月刊誌へとリニューアルし、『月刊ヤングマガジン』として改められた後も連載を継続。

### 作品のメディア化
2010年、『月刊ヤングキング』（少年画報社）1月号にてバイオレンス作品『ルーザー』の読み切りを掲載後、2011年3月号から連載を開始。2011年3月、『ビジネスジャンプ』（集英社）8号より、元プロ野球選手の清原和博をモデルとした監督が甲子園を目指す『だんじり』の連載を開始し、同作の作画を担当する。同年8月、『ヤングキング』（少年画報社）18号よりヤンキー高校に通う少年を主人公とした『ゲバルト』の連載を開始。
2012年2月、『週刊漫画ゴラク』（日本文芸社）にてリチャード・ウーの原作による『クロコーチ』の前後編の発表を経て、連載化される。同年、『ルーザー』の実写化が発表され、2013年に同作のDVDが発売となる。2013年10月、『クロコーチ』がテレビドラマ化される。
2019年より再びリチャード・ウーと組み、『週刊漫画ゴラク』にて『警部補ダイマジン』の連載を開始。

## 漫画作品

### 連載
- カラコカコ〜ン（『別冊ヤングマガジン』2002年28号 - 同年30号、『週刊ヤングマガジン』2002年21・22合併号 - 同年26号、『別冊ヤングマガジン』2002年35号 - 2003年40号、全2巻）※「こうのこうじ」名義
- アウト・ロー（原作：木内一雅、『週刊ヤングマガジン』2003年38号 - 2007年7号、全14巻）
- 肉の唄（『週刊ヤングマガジン』2009年6・7合併号 - 同年24号、『別冊ヤングマガジン』2009年No.35[4] - 同年No.36、『月刊ヤングマガジン』2010年No.1[5]、同年No.2、全3巻）
- だんじり（脚本：工藤晋、監督：清原和博、『ビジネスジャンプ』2011年8号[7] - 同年21・22合併号（最終号[13]）、全2巻）
- ルーザー（『月刊ヤングキング』2011年3月号[6] - 同年8月号、全1巻） - 読み切り掲載後連載化[6]
- ゲバルト（『ヤングキング』2011年No.18[8] - 2013年No.04、全3巻） - 隔号連載[8]
- クロコーチ（原作：リチャード・ウー、『週刊漫画ゴラク』2012年2月17日号 - 2018年2月23日号、全23巻）
- DEVIL デビル（原案協力：久田将義、『ヤングキング』2013年No.08[11] - 不定期連載、全1巻）
- LOST DRIVE（『ヤングキングBULL』2018年11月号[14] - 2019年1月号[15]、全1巻） - 短期連載[15]
- 警部補ダイマジン（原作：リチャード・ウー、『週刊漫画ゴラク』[2]2019年1月4日号 - 、既刊25巻）

### 読切・短編
- 中学生日記（『別冊ヤングマガジン』2001年15号[1]）※「こうのこうじ」名義
- 春が臭う（『別冊ヤングマガジン』2001年18号）※「こうのこうじ」名義
- ピンクとレッド（『別冊ヤングマガジン』2001年20号）※「こうのこうじ」名義
- 100M 純愛パンク爆走伝（『ヤングマガジン増刊 スポ僧』2003年No.2）
- 100M：2（『別冊ヤングマガジン』2008年No.26）
- アウト・ロー（原作：木内一雅、『別冊ヤングマガジン』2008年No.29）
- Dogs-ドッグス-（『ヤングキング』2010年No.14[16]）
- ルーザー（『月刊ヤングキング』2011年1月号[6]）
- WALL（『ビジネスジャンプ』2011年1号[17]） - 『ビジネスジャンプ』初登場作品[17]、単行本『LOST DRIVE』に収録[18]
- クロコーチ（原作：リチャード・ウー、『週刊漫画ゴラク』2012年2月17日号[9]、同年2月24日号）
- 獣人-けものびと-（『週刊ヤングジャンプ』2012年19号[19]） - 単行本『LOST DRIVE』に収録[18]
- ヤンキーVS小さいおっさん（『月刊少年チャンピオン』2015年2月号[20]） - 「新春ギャグフェスタ2015」企画作品[20]
- ヤンキーVS小さいおっさん2（『月刊少年チャンピオン』2015年9月号[21]） - 「「夏のヤンキーギャグ祭り!!」企画作品[21]

### その他
- 中邑みつのり『出版社すっとこ編集列伝』（2012年4月[22]） - 帯コメント寄稿[22]
- なかむらみつのり『びんぼうまんが家！都内で月3万円の3DKに住んでます』（2013年5月[23]） - ゲスト寄稿[23]